# Amedeo Chimisso
Amedeo Chimisso (Venezia, 26 ottobre 1946 – Brema, 28 gennaio 1966) è stato un nuotatore italiano, tragicamente perito nel disastro aereo di Brema del 28 gennaio 1966.

## Biografia
Amedeo Chimisso nacque a Venezia e imparò a nuotare nei canali dell'isola della Giudecca. Frequentò poi la piscina della Rn DopoLavoro Ferroviario di Venezia, per essere poi portato da Giancarlo Veclani a Mestre nella nuova piscina scoperta della Mestrina Nuoto. Infine passò alla Rari Nantes Patavium, guidato a livello tecnico da Vittorio Costa. 
Dorsista e mistista, esplose a livello nazionale nel 1965 ottenendo i primati personali di 2'20"2 nei 200 dorso e 1'04"0 nei 100, dove subiva la concorrenza di Chiaffredo “Dino” Rora, già primatista europeo, e una presenza in azzurro. L'anno dopo doveva essere quello della definitiva consacrazione. 
Il 28 gennaio 1966 fu convocato con altri sei compagni di squadra per l'importante meeting di Brema con la partecipazione di nuotatori statunitensi, australiani e giapponesi. Proprio la mattina stessa, Chimisso aveva stabilito la migliore prestazione italiana nei 200 misti. La riunione sembrava il trampolino ideale per una consacrazione internazionale sua e dell'intera squadra nazionale. 
Purtroppo la caduta in fase di atterraggio del volo Lufthansa dove erano imbarcati i nuotatori italiani dette luogo alla tragedia aerea di Brema, con il suo carico di lutti, dopo una serie incredibile di coincidenze: la rinuncia al treno per attendere il decollo di un volo della Swissair da Linate a Zurigo nonostante la nebbia e da lì a Francoforte dove la comitiva perse la coincidenza per Brema, infine il trasferimento sul volo Lufthansa. 
I funerali di Chimisso si svolsero a Venezia nella chiesa di Santa Eufemia. Il suo feretro avvolto nella bandiera bianca con i cinque cerchi olimpici fu seguito da una numerosa folla lungo le fondamenta della Giudecca. A lui è stata intitolata la piscina di Sacca San Biagio, a Sacca Fisola (Venezia). 
A livello nazionale, ogni anno si disputa la Coppa Caduti di Brema, che assegna il titolo italiano indoor a squadre maschili e femminili, mentre ogni estate si svolge al Lido di Venezia un Memorial di nuoto intitolato ad Amedeo Chimisso.
Nel 2021 il fratello Roberto ha pubblicato il libro Il nuoto a Venezia, dalla laguna alle Olimpiadi. La storia dei fratelli Chimisso.